# Божидар (Свентокшиське воєводство)
Божидар (пол. Bożydar) — село в Польщі, у гміні Двікози Сандомирського повіту Свентокшиського воєводства.
Населення — 322 особи (2011).
У 1975—1998 роках село належало до Тарнобжезького воєводства.

## Демографія
Демографічна структура на день 31 березня 2011 року:
|          | Загалом | Допрацездатний вік | Працездатний вік | Постпрацездатний вік |
| -------- | ------- | ------------------ | ---------------- | -------------------- |
| Чоловіки | 155     | 33                 | 93               | 29                   |
| Жінки    | 167     | 25                 | 94               | 48                   |
| Разом    | 322     | 58                 | 187              | 77                   |